# Epipedocera spinicornis
Epipedocera spinicornis är en skalbaggsart som beskrevs av Holzschuh 1992. Epipedocera spinicornis ingår i släktet Epipedocera och familjen långhorningar. Inga underarter finns listade i Catalogue of Life.